# Rămâi cu mine, Doraemon 2
Stand by Me Doraemon 2 (STAND BY ME ドラえもん 2?) este al treizeci și cincilea film din seriile Doraemon. A fost lansat în Japonia pe 7 august 2020.

## Distribuție
| Caracter | Actor de voce japonez |
| -------- | --------------------- |
| Doraemon | Wasabi Mizuta         |
| Nobita   | Megumi Ōhara          |
| Shizuka  | Yumi Kakazu           |
| Suneo    | Tomokazu Seki         |
| Gian     | Subaru Kimura         |
| Dorami   | Chiaki Fujimoto       |